# Präsidentschaftswahl in Ungarn 2022
Am 10. März 2022 wurde in Ungarn eine indirekte Präsidentschaftswahl abgehalten. Katalin Novák wurde die erste weibliche Präsidentin Ungarns, nachdem sie die absolute Mehrheit gewonnen hatte.
Der amtierende Präsident der Republik, János Áder, war aufgrund von Amtszeitbegrenzungen nicht wählbar. Es gab zwei Kandidaten für das Amt. Die Regierungsallianz Fidesz-KDNP nominierte Katalin Novák, die ehemalige Ministerin für Familienangelegenheiten als Präsidentschaftskandidatin. Die Oppositionsallianz Egységben Magyarországért nominierte Péter Róna, einen Juristen, Ökonomen und Geschäftsmann, als Präsidentschaftskandidaten.

## Wahlsystem
Nach der aktuellen Verfassung Ungarns, die 2011 von der Fidesz–KDNP-Regierungskonstellation verabschiedet wurde, muss der Präsident in einer geheimen Abstimmung von den Mitgliedern des Parlaments gewählt werden, und zwar nicht früher als sechzig, jedoch nicht später als dreißig Tage vor Ablauf der Amtszeit des vorherigen Amtsinhabers oder, falls dessen Amtszeit vorzeitig endet, innerhalb von dreißig Tagen nach dessen Beendigung. Die Verfassung ermächtigt den Präsidenten der Nationalversammlung, das Wahldatum festzulegen.
Ein Präsidentschaftskandidat benötigt die schriftliche Nominierung von mindestens einem Fünftel der Mitglieder des Parlaments (also 40 Abgeordneten), die nicht mehr als einen Kandidaten nominieren dürfen; es ist daher mathematisch unmöglich, mehr als vier Kandidaten zu haben. Im ersten Wahlgang ist eine Zwei-Drittel-Mehrheit aller amtierenden Abgeordneten erforderlich, um den Präsidenten zu wählen. Wird diese Bedingung nicht erfüllt, findet eine zweite Runde statt, in der die beiden Kandidaten, die die meisten Stimmen im ersten Wahlgang erhalten haben, gegeneinander antreten. Eine einfache Mehrheit der wahlberechtigten Abgeordneten reicht dann aus.

## Hintergrund
Die oppositionelle Demokratische Koalition (DK) legte am 5. August 2021 einen Änderungsantrag vor, um die Parlamentswahl des Präsidenten Ungarns bis nach der Parlamentswahl im Frühjahr 2022 zu verschieben, teilte die Partei mit.
Seit 1990 gab es in keiner Präsidentschaftswahl in Ungarn mehr als zwei Kandidaten.

## Kandidaten
| Name          | Partei    | Nominierer                | Vorheriges Amt     | Einzelnachweis |
| ------------- | --------- | ------------------------- | ------------------ | -------------- |
| Katalin Novák | Fidesz    | Fidesz-KDNP               | Familienministerin | [ 4 ]          |
| Péter Róna    | Parteilos | Egységben Magyarországért | -                  | [ 5 ]          |

## Ergebnis
| Kandidat          | Kandidat          | Partei            | Bündnis                   | 1. Runde | 1. Runde                     | 1. Runde                                |
| Kandidat          | Kandidat          | Partei            | Bündnis                   | Stimmen  | % aller Parlamentsmitglieder | % der abstimmenden Parlamentsmitglieder |
| ----------------- | ----------------- | ----------------- | ------------------------- | -------- | ---------------------------- | --------------------------------------- |
|                   | Katalin Novák     | Fidesz            | Fidesz–KDNP               | 137      | 68.84                        | 72.87                                   |
|                   | Péter Róna        | Parteilos         | Egységben Magyarországért | 51       | 25.63                        | 27.13                                   |
| Ungültige Stimmen | Ungültige Stimmen | Ungültige Stimmen | Ungültige Stimmen         | 5        | 2.51                         | -                                       |
| Insgesamt Stimmen | Insgesamt Stimmen | Insgesamt Stimmen | Insgesamt Stimmen         | 193      | 96.98                        | 100                                     |
| Enthalten         | Enthalten         | Enthalten         | Enthalten                 | 6        | 3.02                         |                                         |
| Sitze Insgesamt   | Sitze Insgesamt   | Sitze Insgesamt   | Sitze Insgesamt           | 199      | 100                          |                                         |